# Хрвоє Баришич
Хрвоє Баришич (босн. Hrvoje Barišić, нар. 3 лютого 1991, Спліт) — боснійський та хорватський футболіст, захисник клубу «Зріньскі». Виступав за національну збірну Боснії і Герцеговини.

## Клубна кар'єра
Народився 3 лютого 1991 року в місті Спліт. Вихованець футбольної школи клубу «Мосор». Дорослу футбольну кар'єру розпочав 2008 року в основній команді того ж клубу, в якій провів два сезони, взявши участь у 32 матчах чемпіонату. Згодом виступав за інші хорватські клуби «Дугопольє» та «Спліт».
У лютому 2013 року перейшов у боснійський «Зріньскі», з яким став чемпіоном країни у сезоні 2013/14. Після цього влітку 2014 року він повернувся до Хорватії та підписав дворічну угоду з клубом «Славен Белупо». У новій команді Хрвоє закріпитись не зумів, тому у січні 2015 року Баришич повернувся до Боснії та Герцеговини, цього разу відправившись в оренду у «Вітез». Наприкінці сезону він розірвав контракт із «Славен Белупо», оскільки відчув, що став зайвим для клубу. Згодом він підписав повноцінний контракт із «Вітезом», уклавши річну угоду. За два сезони, які він зіграв за клуб надалі, він провів 49 матчів у чемпіонаті, забивши 2 голи. У травні 2017 року за згодою сторін покинув «Вітез».
У липні 2017 року він повернувся до «Зріньскі», уклавши дворічний контракт. У травні 2018 року Баришич знову виграв з клубом чемпіонат Боснії, але покинув клуб у червні 2019 року після закінчення його контракту з клубом.
13 червня 2019 року підписав контракт із румунським клубом «Сепсі ОСК», але залишив клуб в липні 2020 року після закінчення терміну дії контракту.
30 липня 2020 року Баришич знову повернувся до Боснії та Герцеговини після приєднання до клубу «Тузла Сіті». Він офіційно дебютував за клуб 8 серпня в матчі чемпіонату проти «Крупи». Він залишив команду в червні 2021 року.
25 червня 2021 року Баришич знову повернувся до «Зріньскі», підписавши дворічний контракт. З командою у першому ж сезоні виграв чемпіонат країни, а наступного року — «золотий дубль». Станом на 14 серпня 2023 року відіграв за команду з Мостара 59 матчів в національному чемпіонаті.

## Виступи за збірні
28 березня 2011 року зіграв свій єдиний матч у складі молодіжної збірної Хорватії в товариській грі проти однолітків з Угорщини (3:2), вийшовши на заміну на останніх хвилинах замість Андрея Крамарича. Надалі за збірну більше не грав.
18 грудня 2021 року дебютував в офіційних матчах у складі національної збірної Боснії і Герцеговини в товариській грі проти США (0:1).
| Дата       | Місто              | Господарі | Результат | Гості                | Турнір           | Голи | Примітки |
| ---------- | ------------------ | --------- | --------- | -------------------- | ---------------- | ---- | -------- |
| 19-12-2021 | Карсон, Каліфорнія | США       | 1 – 0     | Боснія і Герцеговина | товариський матч | -    |          |
| Усього     |                    | Матчів    | 1         |                      | Голів            | 0    |          |

## Досягнення
Чемпіонат Боснії і Герцеговини:
- Чемпіон (5): 2013/14, 2017/18, 2021/22, 2022/23, 2024/25

Кубок Боснії і Герцеговини:
- Володар Кубка (2): 2022/23, 2023/24

Суперкубка Боснії і Герцеговини:
- Володар Суперкубка (1): 2024